# Chaetogaedia tessellata
Chaetogaedia tessellata là một loài ruồi trong họ Tachinidae.